# Caxuxi
Caxuxi es una localidad de mexicana, localizada en el municipio de San Salvador en el estado de Hidalgo.

## Toponimia
La palabra Caxuxi proviene del otomí y tiene dos significados: «pájaro de pluma negra» o «lugar de pájaros con abundantes plumas», otros que nos proporcionaron es lugar de muchos plumas de cuervo.

## Historia
Su fundación se remonta al año 1674. En la época revolucionaria los federales dieron el nombre oficial a esta comunidad de “Plutarco Elías Calles”. En 1937 se gestionó el sistema de riego con aguas negras, lo cual impulsó a la agricultura y por tanto, mejoró la economía de la localidad.

## Geografía
Se encuentra en la región geográfica del Valle del Mezquital. A la localidad le corresponden las coordenadas geográficas 20°18′8.131″ de latitud norte y 98°59′36.541″ de longitud oeste; con una altitud de 1961 m s. n. m. Cuenta con una extensión territorial de 12 km², sus límites son al norte con Dajiedhi y Cañada Chica Aviación; al sur con San Salvador, Demacú y El Bondho; al este con El Daxthá; y al oeste con Cañada Grande y Bominthza.
En cuanto a fisiografía se encuentra en la provincia del Eje Neovolcanico, dentro de la subprovincia de Sierras y Llanuras de Querétaro e Hidalgo; su terreno es de llanura. En lo que respecta a la hidrografía se encuentra posicionado en la región del Pánuco, dentro de la cuenca del río Moctezuma, y en la subcuenca del río Actopan. Cuenta con un clima semiseco templado.

## Demografía
En 2020 registró una población de 3089 personas, lo que corresponde al 8.39 % de la población municipal. De los cuales 1486 son hombres y 1603 son mujeres.
| Gráfica de evolución demográfica de Caxuxi entre 1900 y 2020                                 |
|                                                                                              |
| Población de los censos y conteos del Instituto Nacional de Estadística y Geografía (INEGI). |

## Política
Está dividida territorialmente en cinco colonias, cada una de ellos cuenta con un representante del Delegado. Mantiene una organización comunitaria en Asamblea Ordinaria, Asamblea Extraordinaria y Asamblea Ejidal, son encabezadas por el Delegado, acompañado de los representantes con los que cuenta en cada una de las colonias.

## Cultura
La principal fiesta popular es la celebrada en honor de la Virgen del Carmen patrona de la iglesia local que lleva su nombre; en ella se realizan diversas ceremonias religiosas, eventos culturales, eventos taurinos, juegos pirotécnicos y danzas regionales, las celebraciones comienzan el 16 de julio.